# Conioscinella makoa
Conioscinella makoa är en tvåvingeart som beskrevs av Curtis W. Sabrosky 1965. Conioscinella makoa ingår i släktet Conioscinella och familjen fritflugor.
Artens utbredningsområde är Tanzania. Inga underarter finns listade i Catalogue of Life.